# Юксовская волость
Юксовская во́лость — волость в составе Лодейнопольского уезда Олонецкой губернии.

## Общие сведения
Волостное правление располагалось в селении Ключинская (Конец).
В состав волости входили сельские общества, включающие 60 деревень:
- Гоморовическое общество
- Гонгинское общество
- Юксовское общество

На 1890 год численность населения волости составляла 3229 человек.
На 1905 год численность населения волости составляла 3905 человек. В волости насчитывалось 662 лошади, 1026 коров и 1469 голов прочего скота.
В ходе реформы административно-территориального деления СССР в 1927 году волость была упразднена. 
В настоящее время территория Юксовской волости относится в основном к Подпорожскому району Ленинградской области.